# Ladonchamps
Ladonchamps est une ancienne commune française du département de la Moselle, rattachée à Woippy depuis 1810.

## Toponymie
Anciennes mentions, : 
Laidonchampt (1392), Laidonchamp (1404), L'arduchamps (1444), Laidonchamps (1446), Landonchamps (1473), Laidonchampz (1474), Laidonchant (XVe siècle), Lai don champs (1500), Laidunchamps (1518), Lindonchamp (1544), Le Chasteaulx de Donchamp (1553), Hadonchamps (XVIIe siècle), La Donchamps (1756), Ladonchamps (1793), Ladomchamp (1801).
En lorrain : Laidonchamp.

## Histoire
Avant 1790, Ladonchamps dépendait des Trois-Évêchés (bailliage et coutume de Metz) et était également une annexe de la paroisse Saint-Simon de Metz.
Le 4 octobre 1870, le général Gibon s'empare momentanément du château de Ladonchamps. Blessé à la bataille de Ladonchamps, lors de la contre-attaque prussienne du 7 octobre 1870, il décéde des suites de ses blessures,.

## Démographie
| 1793 | 1800 | 1806 |
| ---- | ---- | ---- |
| 138  | 102  | 110  |

## Lieux et monuments
- Château de Ladonchamps, XIVe, avec chapelle castrale construite en 1729, restauré XIXe ; attaqué au moment du siège de Metz en 1444, démantelé en 1552 sur ordres du duc de Guise, à nouveau assailli quelques années plus tard et fort maltraité ; transformé en une élégante demeure au XVIIIe, incendié en 1944 lors de la bataille de Metz, il fut rasé peu après, sauf la chapelle[5].
- Chapelle de la Nativité-de-la-Très-Sainte-Vierge-Marie.

## Personnalités liées à Ladonchamps
- Jacques Henri Lefebvre de Ladonchamps (1727-1815), général français, seigneur de Ladonchamps.